# Helm Alexeis I.
Der Helm des russischen Zaren Alexei I. (1629–1676) ist eine Schutzwaffe und eine Zeremonialwaffe aus Russland.

## Beschreibung
Der Helm besteht aus Stahl. Vom Typ her ist er ein Kulah Khud oder auch Chichak. Der Helm hat Wangenklappen, die mit einem Scharnier an der Helmglocke befestigt sind. Der Nackenschirm ist kurz und leicht nach außen umgebogen und mit drei vergoldeten Ketten am Helm befestigt. Das Naseneisen ist verhältnismäßig schmal gestaltet und hat am oberen Ende eine Reich verzierte Platte. Die Helmglocke ist am unteren Ende rund und wird zum oberen Ende hin schmaler und läuft spitz zu. Die Oberfläche der Helmglocke ist gerillt gestaltet. Fast der gesamte Helm ist mit goldenen Gravuren (Niello) verziert. Die Wangenklappen und die Platte auf dem Naseneisen sind mit gefassten Edelsteinen und Perlen ausgestattet.